# Tasmanski emu
Tasmanski emu (lat. Dromaius novaehollandiae diemenensis) je izumrla podvrsta emua. Živio je u Tasmaniji, gdje je postao izoliran tijekom kasnog pleistocena. 
Za razliku od Kraljevog i Klokanovog otočnog emua, populacija na Tasmaniji bila mu je dosta velika, što znači da nije bilo znatnog utjecaja na populaciju kao u te dvije vrste. Tasmanski emu nije napredovao toliko da se smatra posebnom vrstom, ali se neki znanstvenici ne slažu oko toga da bude podvrsta emua. Danas je poznat samo iz subfosilnih ostataka, a njegova koža, koja je nekad postojala, danas je izgubljena.

## Izumiranje
Tasmanski emu je, kao i kopnene ptice, bio lovljen kao štetočina. Osim toga, stvar su pogoršali i postavljani požari na travnjacima i grmovitim područjima koji su se događali da bi se oslobodilo poljoprivredno zemljište, pa je tako ovaj emu bio lišen staništa. Poznato je da je Britanski muzej 1838. primio dva primjerka kože tasmanskog emua. Vjerojatno je izumro 1850. ali to još nije precizno utvrđeno, jer su tada uvedene kopnene vrste, a povijest uvođenja emua u Tasmaniju nije dovoljno dokumentirana da bi bolje utvrdila nestanak tasmanskog emua. Primjerci u Britanskom muzeju pripadali su zbirci koja je loše čuvana, pa 1959. za njih nije bilo mjesta u muzeju. Navodni treći primjerak u Frankfurtu netočno je priipisan ovoj podvrsti emua.